# Порто-Черво
Порто-Черво (Porto Cervo) или просто Черво — фешенебельный курорт на севере Сардинии, созданный по инициативе Ага-хана IV в 1960-е гг. по проекту архитектора Луиджи Вьетти как центр Изумрудного побережья. Постоянных жителей в посёлке не более двухсот.
Эксклюзивный яхт-клуб привлекает в Черво яхты миллиардеров со всего мира. Неподалёку расположен мини-док для починки самых дорогих яхт.
Переночевать в президентском люксе отеля Кала-ди-Вольпе, показанного в фильме бондианы «Шпион, который меня любил», стоит, по данным CNN, почти 33000$.